# Donghae
Donghae is een stad in de Zuid-Koreaanse provincie Gangwon-do. De stad telt ruim 89.000 inwoners en ligt in het oosten van het land.

## Stedenbanden
- Gimje, Zuid-Korea
- Dobong-gu, Zuid-Korea
- Tsuruga, Japan
- Nachodka, Rusland
- Tumen, China
- Federal Way, Verenigde Staten
- Saint John, Canada